# Romuald Derbis
Romuald Derbis (ur. 1952) – polski psycholog, doktor habilitowany nauk humanistycznych. Specjalizuje się w psychologii pracy, psychologii jakości życia i psychologii ogólnej. Jest kierownikiem Katedry Psychologii Ogólnej i Pracy w Instytucie Psychologii Uniwersytetu Opolskiego.

## Życiorys
Absolwent Uniwersytetu Wrocławskiego. W 1985 r. uzyskał stopień doktora nauk humanistycznych pod kierunkiem prof. Zygmunta Zimnego. W roku 2001 Rada Wydziału Nauk Społecznych Uniwersytetu im. Adama Mickiewicza w Poznaniu nadała mu stopień doktora habilitowanego nauk humanistycznych w dyscyplinie psychologia (spec. psychologia pracy, psychologia społeczna).
W przeszłości związany m.in. z Uniwersytetem Jagiellońskim, Uniwersytetem Kazimierza Wielkiego w Bydgoszczy i Akademią im. Jana Długosza w Częstochowie (gdzie pełnił funkcję dziekana Wydziału Nauk Społecznych i dyrektora Instytutu Filozofii, Socjologii i Psychologii). Od 2016 roku kieruje Zakładem Psychologii Ogólnej i Pracy w Instytucie Psychologii Uniwersytetu Opolskiego. Wypromował pięciu doktorów. Wygrał wybory na stanowisko dyrektora Instytutu Psychologii i z dniem 1 października 2018 roku objął obowiązki.